# Carex prolongata
Carex prolongata är en halvgräsart som beskrevs av Georg Kükenthal. Carex prolongata ingår i släktet starrar, och familjen halvgräs. Inga underarter finns listade i Catalogue of Life.